# Provincia de Cuanza Norte
Cuanza Norte (en portugués angoleño Kwanza-Norte) es una de las 21 provincias en que se encuentra dividida administrativamente Angola. Tiene un área de 24.110 km² y una población aproximada de 654 000 habitantes. N'Dalatando es la capital de la provincia.

## Municipios con población estimada en julio de 2018
- Ambaca 69,060
- Banga 11,581
- Bolongongo 14,559
- Cambambe 101,514
- Cazengo 192,036
- Golungo Alto 37,836
- Lucala 25,356
- Ngonguembo 8,473
- Quiculungo 10,884
- Samba Cajú 24,513

## Municipios
Agrupa los siguientes diez municipios:
- Ambaca, capital Camabatela
- Banga
- Bolongongo
- Cambambe
- Cazengo
- Golungo Alto
- Gonguembo (Quilombo dos Dembos)
- Lucala
- Quiculungo
- Samba Caju

## Historia
Durante la colonización portuguesa, Kwanza Norte, fue bautizada con el nombre de Salazar, en la provincia ultramarina.
El inicio de la Guerra colonial portuguesa tuvo lugar el 4 de febrero de 1961 en la zona que pasaría a denominarse Zona Sublevada do Norte (Zona Rebelde del Norte), que corresponde a las provincias de Zaire, Uíge y Cuanza Norte. Las vitales regiones de Negage y Camabatela fueron elegidas para formar el núcleo rebelde y protagonizar la rebelión contra el dominio colonial el 17 de marzo de 1961. Al no lograr suficiente apoyo nativo fracasa la rebelión y en Camabatela fueron detenidos los seis miembros del gobierno rebelde y las poblaciones nativas regresan a las haciendas bajo la protección del Ejército.
Esta región sufrió el saqueo y la destrucción de edificios públicos y los bienes de la población local, sobre todo tras las elecciones de 1992, y el paso de Savimbi.